# Protapiocera ischyra
Protapiocera ischyra is een uitgestorven vliegensoort uit de familie Mydidae. De wetenschappelijke naam van de soort is voor het eerst geldig gepubliceerd in 1998 door Ren.